# Expressionismo alemão
O expressionismo alemão (alemão: Deutscher Expressionismus) consistia em uma série de movimentos criativos relacionados na Alemanha antes da Primeira Guerra Mundial, que atingiu o auge em Berlim durante a década de 1920. Esses desenvolvimentos na Alemanha foram parte de um movimento expressionista maior na cultura do norte e centro da Europa em áreas como arquitetura, dança, pintura, escultura e cinema. Este artigo trata principalmente da evolução do cinema expressionista alemão antes e imediatamente após a Primeira Guerra Mundial, aproximadamente de 1910 a 1930.
Foi um estilo cinematográfico cujo auge se deu na década de 1920, que caracterizou-se pela distorção de cenários e personagens, através da maquiagem, dos recursos de fotografia e de outros mecanismos, com o objetivo de expressar a maneira como os realizadores viam o mundo.
O expressionismo, cuja origem podemos remontar a fortes evidências em Van Gogh, se estendeu por quase todas as artes, como o cinema e a pintura, e caracteriza-se pela distorção da imagem (uso de cores vibrantes e remetentes ao sobrenatural), do retorno ao gótico e a oposição a uma sociedade imersa no desolador cenário do racionalismo moderno, pregador do trabalho mecânico. As vibrantes e alucinógenas pinturas expressam um desligamento com o real, a prioridade do "eu" e sua visão pessoal do mundo.

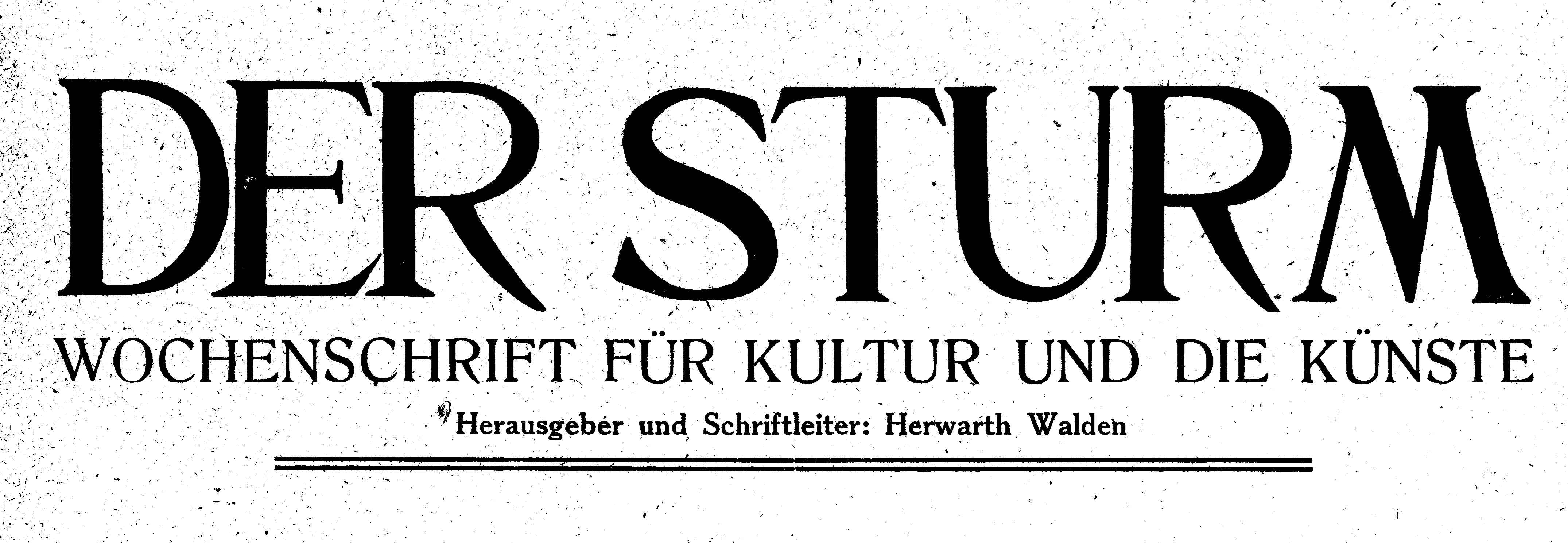
Logo do Der Sturm, revista que divulgava a arte expressionista alemã

Tal identidade de uma arte de crise se intensifica ao coincidir com a instalação da frágil República de Weimar após uma catastrófica guerra perdida e um humilhante Tratado de Versalhes, que arruinou a nação alemã, o que contribuiu não apenas para formar uma nova proposta de postura estética, mas também uma moral de enfrentamento das autoridades (foi por essa razão que os nazistas consideraram o expressionismo uma arte decadente). O Nazismo e a própria Segunda Guerra Mundial destruíram muitas destas obras.

## História
Entre os primeiros filmes expressionistas, Der Student von Prag (1913), O Gabinete do Dr. Caligari (1920), Von morgens bis mitternachts (1920), Der Golem (1920), Der müde Tod (1921), Nosferatu (1922), Fantasma (1922) e Schatten (1923) eram altamente simbólicos e estilizados.

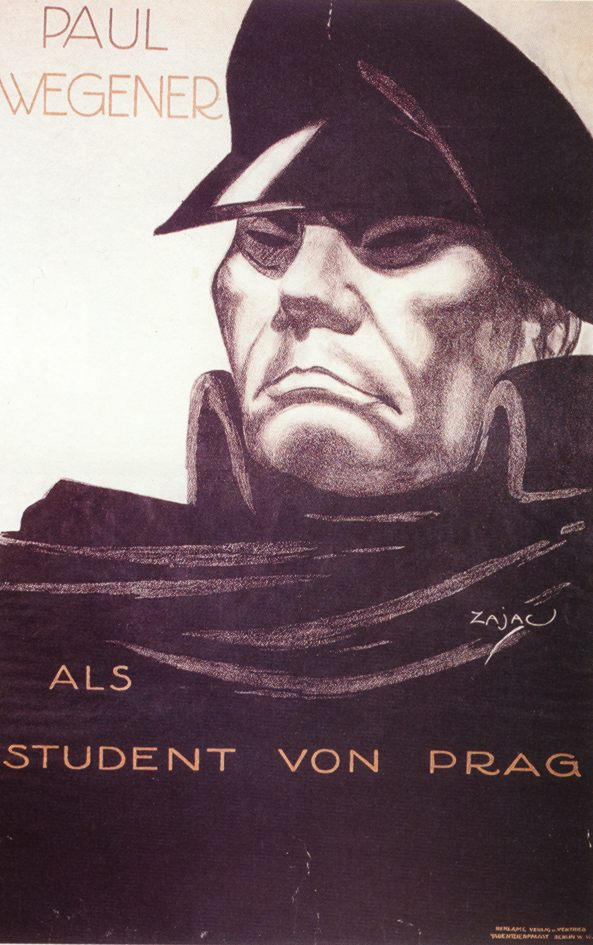
Paul Wegener como "O Estudante de Praga" no pôster do filme de 1913 por Zajac, Lithographie, Steindruck

O movimento expressionista alemão foi inicialmente restrito à Alemanha devido ao isolamento que o país experimentou durante a Primeira Guerra Mundial. Em 1916, o governo proibiu os filmes estrangeiros. A demanda dos cinemas para gerar filmes levou a um aumento na produção nacional de filmes de 24 filmes em 1914 para 130 filmes em 1918. Com a inflação também em alta, os alemães assistiam aos filmes com mais liberdade porque sabiam que o valor de seu dinheiro estava constantemente diminuindo.
Além da popularidade dos filmes na Alemanha, em 1922 o público internacional começou a apreciar o cinema alemão, em parte devido à diminuição do sentimento antialemão após o fim da Primeira Guerra Mundial. Na época em que a proibição de importação de 1916 foi suspensa, Alemanha tornou-se parte da indústria cinematográfica internacional.

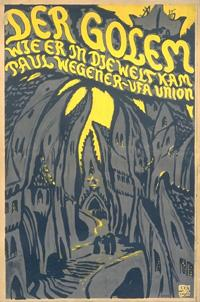
Um pôster do filme mudo de 1920 Der Golem, estrelado e co-dirigido por Paul Wegener e Carl Boese.

Várias culturas europeias da década de 1920 abraçaram uma ética de mudança e uma vontade de olhar para o futuro, experimentando novas ideias e estilos artísticos ousados. Os primeiros filmes expressionistas compensaram a falta de orçamentos extravagantes usando cenários com ângulos absurdamente não realistas e geometricamente absurdos, juntamente com designs pintados em paredes e pisos para representar luzes, sombras e objetos. Os enredos e histórias dos filmes expressionistas freqüentemente lidavam com loucura, insanidade, traição e outros tópicos "intelectuais" desencadeados pelas experiências da Primeira Guerra Mundial (em oposição aos filmes de ação-aventura padrão e românticos). Filmes posteriores frequentemente categorizados como parte da breve história do expressionismo alemão incluem Metropolis (1927) e M (1931), ambos dirigidos por Fritz Lang. Essa tendência foi uma reação direta contra o realismo. Seus praticantes usaram distorções extremas na expressão para mostrar uma realidade emocional interna ao invés do que estava na superfície.
O extremo anti-realismo do expressionismo durou pouco, desaparecendo depois de apenas alguns anos. No entanto, os temas do expressionismo foram integrados em filmes posteriores das décadas de 1920 e 1930, resultando em um controle artístico sobre a localização do cenário, luz, etc. para melhorar o clima de um filme. Essa escola sombria e temperamental da produção cinematográfica foi trazida para os Estados Unidos quando os nazistas ganharam o poder e vários cineastas alemães emigraram para Hollywood. Esses diretores alemães encontraram estúdios de cinema dos EUA dispostos a adotá-los, e vários diretores e cinegrafistas alemães floresceram lá, produzindo um repertório de filmes de Hollywood que teve um efeito profundo no cinema como um todo. O teórico do cinema nazista Fritz Hippler, entretanto, era um defensor do expressionismo. Dois outros filmes produzidos na Alemanha nazista usando o estilo expressionista foram Das Stahltier (1935) de Willy Zielke e Michelangelo. Das Leben eines Titanen (1940) por Curt Oertel.

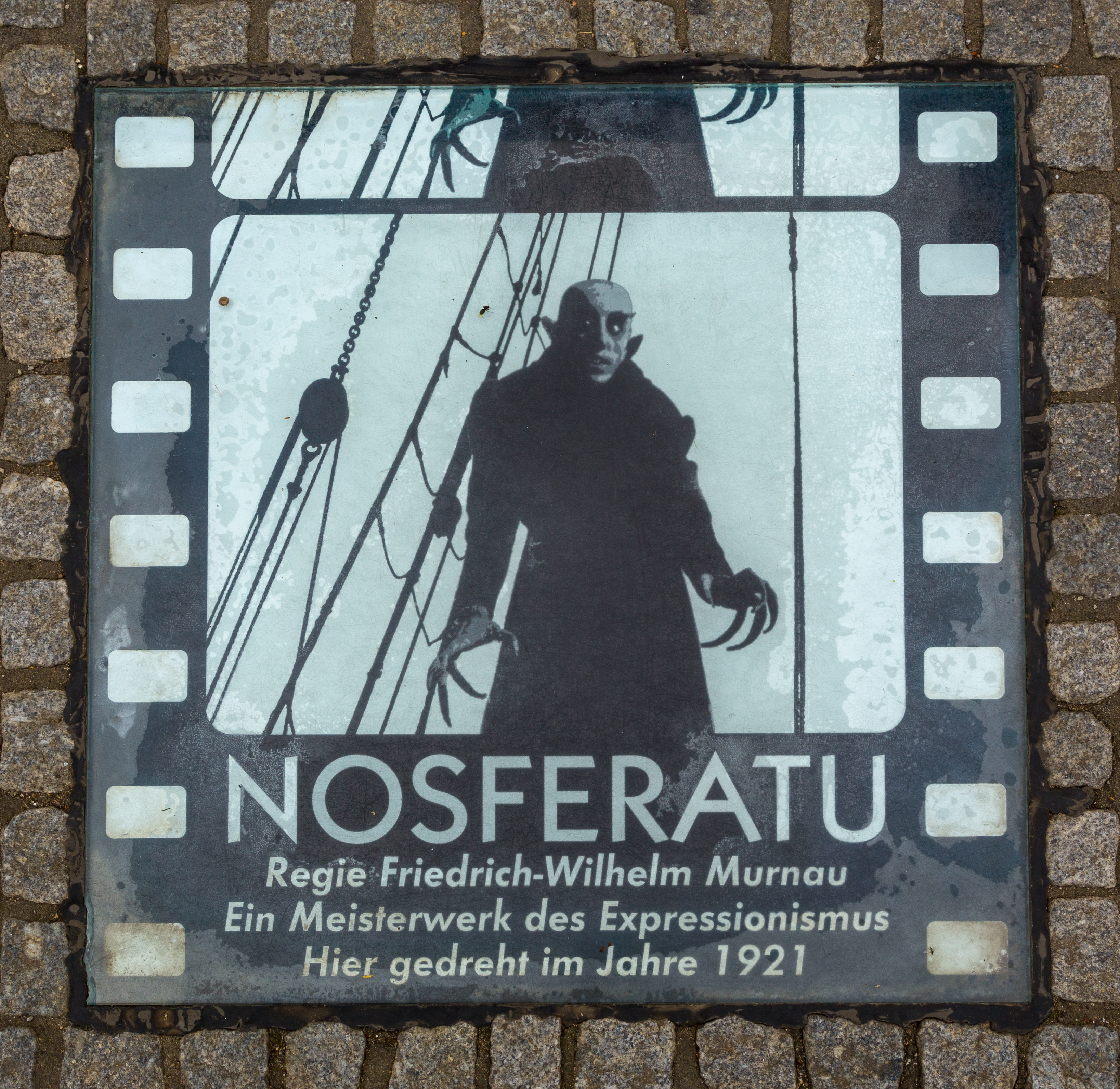
Placa comemorativa do clássico filme mudo de 1922 Nosferatu na praça do mercado de Wismar, Alemanha, onde parte dele foi filmado.

Dois gêneros que foram especialmente influenciados pelo expressionismo são o filme de terror e o filme noir. Carl Laemmle e o Universal Studios se destacaram ao produzir filmes de terror famosos da era muda, como O Fantasma da Ópera, de Lon Chaney. Cineastas alemães como Karl Freund (o diretor de fotografia de Drácula em 1931) definiram o estilo e o clima dos filmes de monstros da Universal da década de 1930 com seus cenários sombrios e artisticamente projetados, fornecendo um modelo para as gerações posteriores de filmes de terror. Diretores como Fritz Lang, Billy Wilder, Otto Preminger, Alfred Hitchcock, Orson Welles, Carol Reed e Michael Curtiz introduziram o estilo expressionista nos dramas policiais dos anos 1940, expandindo a influência do expressionismo no cinema moderno.

## Cinema
Para operar distorções “expressionistas” no cinema, que substituíam a descrição objetiva da realidade por uma percepção subjetiva, foi necessário recuperar todos aqueles truques especiais do antigo cinema de atrações, para recriar mundos irreais, distorcidos, alucinatórios. A utilização de métodos estilísticos exasperados e deformados despertou fortes sensações e emoções no público.
A descoberta do chamado efeito Schüfftan, em homenagem ao grande fotógrafo Eugen Schüfftan, foi de grande importância na criação destes mundos irreais , que permitiu a criação de mundos virtuais a custos muito baixos em comparação com a cenografia. Consistia na utilização de desenhos animados que eram projetados e ampliados com um jogo de espelhos, até se tornarem o fundo de uma parte do plano, enquanto em outra os atores de carne e osso se moviam, talvez enquadrados de longe. Assim nasceram cidades fantasmas inteiras e uma arquitetura vertiginosa, verdadeiros ancestrais da tela azul contemporânea. O exemplo mais evidente da utilização deste método no cinema expressionista alemão é a imponente e moderna cidade que dá nome ao filme Metrópolis (1927), gigantesca justamente pela utilização do método Schüfftan.
Outra característica que fez a força do cinema alemão daqueles anos é a utilização do close-up com efeitos demoníacos e persecutórios ou, vice-versa, de vítima e perseguido. O grande valor expressivo dos rostos escuros, fortemente maquiados ou com expressões sobrecarregadas, foi explorado de forma coerente pela primeira vez na Alemanha deste período.